# Siemowit III.

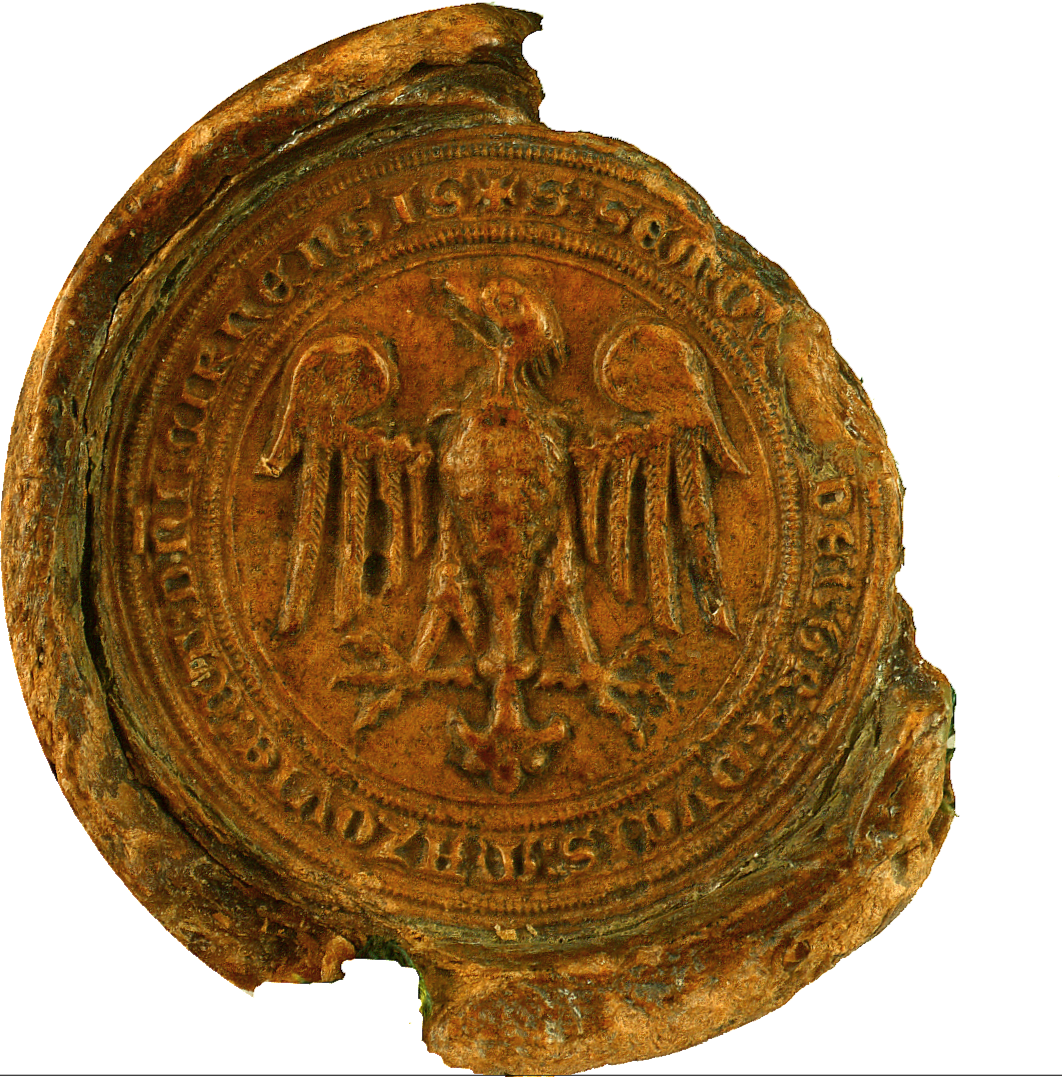
Siegel

Siemowit III. (polnisch Siemowit III.; * um 1320; † 16. Juni 1381) war ein Herzog in Masowien, ab 1341 zusammen mit seinem Bruder Kasimir I. Fürst von Czersk und Warschau und ab 1345 von Rawa. Nach dem Ausgleich mit seinem Bruder im Jahr 1349 blieb er Fürst in Czersk, Rawa und Liw, ab 1352 Fürst von Płock, ab 1355 von Warschau und Sochaczew und ab 1370 Zakroczym und Wizna. Ab 1373 beteiligte er seine Söhne an der Regierung und gab ihnen Warschau und Rawa. Er entstammte dem Adelsgeschlecht der masowischen Piasten.

## Leben
Siemowit war der Sohn von Herzog Trojden I. († 1341) und der litauischen Adeligen Maria von Galizien. Er trat zusammen mit seinem Bruder Kasimir I. die Regierungsgeschäfte nach dem Tod seines Vaters an. 1345 teilten sie das Erbe auf. Ab 1346  wurde er Lehensnehmer des böhmischen Königs Karl IV. von Luxemburg, ab 1351 des polnischen Königs Kasimir III. 1355 beerbte er seinen Bruder Kasimir I. und sicherte sich Warschau, das er von Kasimir III. als Lehen erhielt. Nach dem Tod von Kasimir III. wurde Siemowit 1370 wieder lehensunabhängig. 1377 kodifizierte er das masowische Gewohnheitsrecht und verlieh zahlreichen Orten das Kulmer Stadtrecht.

## Ehe und Familie
Herzog Siemowit war mit Euphemia von Troppau, der Tochter von Nikolaus II., sowie mit Anna von Münsterberg, der Tochter des Nikolaus von Münsterberg, verheiratet. Mit der ersten hatte er die Kinder Siemowit IV., Janusz I. Starszy, Heinrich und Euphemia, die Ehefrau von Wladislaus II. von Oppeln sowie Margarethe, die Ehefrau von Kasimir IV. von Pommern und Heinrich VIII. von Brieg. Mit der zweiten die Söhne Stanisław Siemowit und Heinrich. Nach seinem Tod wurde er in der Kathedrale von Płock bestattet.